# Горки део реке
Горки део реке је југословенски филм из 1965. године. Режирао га је Јован Живановић, а сценарио је писао Богдан Јовановић.

## Радња
Трудећи се да одагна дечака који непрекидно долази у близину његове колибе на реци, Мајор упознаје његову мајку. Они носе дубоке трагове ненаклоњене прошлости и неће им бити лако да успоставе међусобни контакт, иако су свесни да им је заједнички напор потребан за будућност и опстанак.

## Улоге
| Глумац                  | Улога              |
| ----------------------- | ------------------ |
| Љуба Тадић              | Илија 'Мајор'      |
| Ружица Сокић            | Јелена             |
| Љубомир Станковић       | Мишко, Јеленин син |
| Никола Симић            | Јеврем Ристић      |
| Павле Вуисић            | рибар              |
| Зоран Радмиловић        | доктор             |
| Мирослава Бобић         | Циганка            |
| Сима Илић               | стари портир       |
| Синиша Иветић           | Илијин супарник    |
| Иван Јонаш              | Славољуб           |
| Нада Касапић            | Илијина бивша жена |
| Весна Крајина           | девојка            |
| Петар Обрадовић         | Илијин зет         |
| Божидар Павићевић Лонга | Илијин брат Сретен |
| Крста Петровић          | човек са гитаром   |
| Љубомир Петровић        | Јоле               |
| Миодраг Поповић Деба    | ауто-механичар     |
| Милан Шећеровић         | младић             |
| Бора Тодоровић          | поштар             |
| Гизела Вуковић          | Илијина сестра     |

## Културно добро
Југословенска кинотека је, у складу са својим овлашћењима на основу Закона о културним добрима, 28. децембра 2016. године прогласила сто српских играних филмова (1911-1999) за културно добро од великог значаја. На тој листи се налази и филм "Горки део реке".